# Leopold Hilgarth
Leopold Hilgarth (* 8. September 1895 in Seewiesen; † 9. Jänner 1945 in Wien) war ein österreichischer Widerstandskämpfer gegen den Nationalsozialismus aus der zur Gemeinde Alkoven bei Linz gehörenden Ortschaft Hartheim.

## Biographie

### Leben bis 1943
Hilgarth war eines von sechs Kindern. Er erlernte den Beruf des Schuhmachers. Nach dem Ersten Weltkrieg kam Hilgarth zur Sozialdemokratischen Partei Österreichs. Ab 1932 war er bis zu deren behördlichem Verbot 1934 Schriftführer der Lokalorganisation Alkoven. Hilgarth arbeitete bei der Reichspost und ab April 1941 bei der Reichsbahn am Güterbahnhof in Linz. Er war dreimal verheiratet und war Vater von acht leiblichen Kindern. 1936 lernte er den Sozialdemokraten N. Neumann aus St. Martin bei Traun kennen, der den „Revolutionären Sozialisten Österreich“ angehörte. Nach dem Anschluss Österreichs kam Hilgarth wegen „Aufwiegelei und kommunistischer Einstellung“ für fünf Tage in Schutzhaft; er konnte sich aber als Sozialdemokrat eindeutig vom kommunistischen Lager abgrenzen.

### 1943 bis 1945
Im Schloss Hartheim befand sich damals eine NS-Tötungsanstalt, in der hauptsächlich psychisch Kranke und behinderte Menschen durch Gas getötet wurden (siehe Aktion T4 und Aktion 14f13). Die grauenvollen Vorgänge blieben im Dorf nicht unbemerkt und so tauchten im Februar und März 1943 antinationalsozialistische Parolen auf Hauswänden in Alkoven auf.

„Wir brauchen keinen Kaiser von Gottesgnaden, aber auch keinen Mörder von Berchtesgaden“

„Österreicher! Hitler hat den Krieg begonnen – Hitlers Sturz wird ihn beenden“

Zudem wurden Briefe mit regimekritischen Äußerungen an den Ortsgruppenleiter von Alkoven, Albert Schrott, gesandt. Die verantwortlichen Personen konnten nie eindeutig identifiziert werden. Zeitlich fallen diese Aktionen aber mit den illegalen Betätigungen von Hilgarth und Ignaz Schuhmann zusammen. Leopold Hilgarth und Ignaz Schuhmann kannten sich seit den 1920er Jahren; bei gemeinsamen Bahnfahrten nach Linz tauschten sie sich über die politische Lage aus. Spätestens im Sommer 1943 hatte Hilgarth beschlossen, Flugblätter für die „Revolutionären Sozialisten“ herzustellen. Er würde den Text liefern und Ignaz Schuhmann sollte die Produktion der Flugblätter übernehmen. Zwischen 1943 und 1944 wurden von den beiden vier Flugblätter produziert (Auflagenhöhe 50 bis 150 Stück) und u. a. in Linz verteilt. Zu den beiden stieß auch noch Johann Keppelmüller, der Zugriff auf größere Papiermengen hatte. Zudem machte ein gewisser Alois Binder aus Kleinmünchen mit, bei dem das Abziehmaterial und die Schreibmaschine untergebracht werden konnten.
Nachdem bereits im Januar 1944 die Gestapo von der illegalen Betätigung wusste, kam es am 13. Juni 1944 zur Verhaftung von Hilgarth und Schuhmann. Beide wurden in das Polizeigefängnis Linz eingeliefert. Bei ihnen zu Hause wurden weitere Entwürfe für Flugblätter sowie Schreiben an den Ortsgruppenleiter Schrott gefunden. In der Folge wurden auch der Bruder Schuhmanns Karl und sein Vater festgenommen. Auch der letztendlich geständige Johann Keppelmüller, der mittlerweile zur Wehrmacht nach Olmütz eingerückt war, wurde in die Wehrmachtshaftanstalt Linz verbracht.
Am 23. August 1944 kam es durch den Oberreichsanwalt beim Volksgerichtshof Wien zur Anklage wegen Hochverrats und Zersetzung der Wehrkraft gegen Leopold Hilgarth, Ignaz Schuhmann, Karl Schuhmann und Johann Keppelmüller. Am 3. November 1944 wurde gegen Leopold Hilgarth und Ignaz Schuhmann das Todesurteil verkündet und am 9. Jänner 1945 im Landesgericht für Strafsachen Wien durch Enthaupten mit dem Fallbeil vollstreckt. Karl Schuhmann wurde wegen Beihilfe zu 10 Jahren Haft und Johann Keppelmüller zu vier Monaten Jugendgefängnis verurteilt, was durch die Untersuchungshaft bereits verbüßt war.
Leopold Hilgarths Grabstätte befindet sich auf dem Wiener Zentralfriedhof (Gruppe 40, Reihe 15, Nr. 98). In der Gruppe 40 sind viele jener Personen bestattet, die in der Zeit des Nationalsozialismus im Landesgericht für Strafsachen Wien hingerichtet wurden.

## Gedenken
2003 wurde in unmittelbarer Nähe des Hartheimer Schlosses und des Wohnhauses von Schuhmann ein Denkmal für Hilgarth und Schuhmann errichtet.